# Kokodewanai, Dokoka e
«Kokodewanai, Dokoka e» es el 17º sencillo de la banda japonesa GLAY. Salió a la venta el 25 de noviembre de 1999.

## Canciones
1. Kokodewanai, Dokoka e
2. summer FM
3. Kokodewanai, Dokoka e(instrumental)